# Filologia norweska
Filologia norweska, nauka o języku, literaturze, kulturze, historii i dziejach Norwegów. Zakres zajęć obejmuje m.in. teorię języka, naukę gramatyki, translatoryki, lingwistyki. Dodatkowo studenci na tym kierunku poznają dzieła naukowe wybitnych Norwegów i zapoznają się z pracami naukowców norweskich. Na filologii norweskiej uczony jest zarówno język Bokmål jak i język nynorsk.
Na niektórych uniwersytetach (np. Uniwersytet im. Adama Mickiewicza w Poznaniu) filologia norweska nauczana jest w ramach skandynawistyki.